# Комсомольск-на-Печоре (сельское поселение)
Комсомольск-на-Печоре — административно-территориальная единица (административная территория посёлок сельского типа с подчинённой ему территорией) и муниципальное образование (сельское поселение с полным официальным наименованием муниципальное образование сельского поселения «Комсомольск-на-Печоре») в составе муниципального района Троицко-Печорского в Республике Коми Российской Федерации.
Административный центр — посёлок Комсомольск-на-Печоре.

## История
Статус и границы административной территории установлены Законом Республики Коми от 6 марта 2006 года № 13-РЗ «Об административно-территориальном устройстве Республики Коми».
Статус и границы сельского поселения установлены Законом Республики Коми от 5 марта 2005 года № 11-РЗ «О территориальной организации местного самоуправления в Республике Коми».

## Население
| 2010 | 2011 | 2012 | 2013 | 2014 | 2015 | 2016 |
| ---- | ---- | ---- | ---- | ---- | ---- | ---- |
| 1004 | ↘995 | ↘945 | ↘937 | ↘900 | ↘858 | ↘825 |
| 2017 | 2018 | 2019 | 2020 | 2021 |      |      |
| ↘806 | ↘771 | ↘765 | ↘745 | ↘527 |      |      |

## Состав
Состав административной территории и сельского поселения:
| № | Населённый пункт      | Тип населённого пункта          | Население |
| - | --------------------- | ------------------------------- | --------- |
| 1 | Бердыш                | деревня                         | 8         |
| 2 | Комсомольск-на-Печоре | посёлок, административный центр | ↘933      |
| 3 | Светлый Родник        | деревня                         | 3         |
| 4 | Усть-Унья             | село                            | 60        |